# 长穗马蓝属
长穗马蓝属（学名：Semnostachya）是爵床科下的一个属，为多年生草本植物。该属共有10种，分布于亚洲东南部。